# Aspergillus halophilicus
Aspergillus halophilicus är en svampart som beskrevs av M. Chr., Papav. & C.R. Benj. 1961. Aspergillus halophilicus ingår i släktet Aspergillus och familjen Trichocomaceae.   Inga underarter finns listade i Catalogue of Life.